# Thailand Futsal League 2020
Die Thailand Futsal League 2020 war die 13. Saison der höchsten thailändischen Futsalliga seit ihrer Gründung im Jahr 2006. Titelverteidiger war der Port Futsal Club.

## Teilnehmende Mannschaften
| Mannschaft                          | Standort     |
| ----------------------------------- | ------------ |
| Bangkok BTS Futsal Club             | Bangkok      |
| Bangkok City Futsal Club            | Bangkok      |
| BKC Prachinburi Highway Futsal Club |              |
| Cat Futsal Club                     | Bangkok      |
| Chonburi Bluewave Futsal Club       | Chonburi     |
| Hongyen Thakam Futsal Club          | Ban Phaeo    |
| Kasem Bundit University Futsal Club | Bangkok      |
| Neu Khon Kaen Futsal Club           | Khon Kaen    |
| Phetchaburi Rajabhat Futsal Club    | Phetchaburi  |
| Port Futsal Club                    | Bangkok      |
| Rajnavy Futsal Club                 | Bangkok      |
| Samut Sakhon Futsal Club            | Samut Sakhon |
| Surat Thani Futsal Club             | Surat Thani  |
| Thammasat Young Blood Futsal Club   |              |

## Abschlusstabelle
Saisonende 2020
| Pl. | Verein                              | Sp. | S  | U | N  | Tore    | Diff. | Punkte |
| --- | ----------------------------------- | --- | -- | - | -- | ------- | ----- | ------ |
| 1.  | Chonburi Bluewave Futsal Club       | 26  | 23 | 1 | 2  | 115:380 | +77   | 70     |
| 2.  | Port Futsal Club (M)                | 26  | 19 | 4 | 3  | 090:350 | +55   | 61     |
| 3.  | Cat Futsal Club                     | 26  | 15 | 5 | 6  | 089:650 | +24   | 50     |
| 4.  | Hongyen Thakam Futsal Club          | 26  | 13 | 7 | 6  | 082:590 | +23   | 46     |
| 5.  | Bangkok BTS Futsal Club             | 26  | 13 | 6 | 7  | 086:740 | +12   | 45     |
| 6.  | Rajnavy Futsal Club                 | 26  | 9  | 9 | 8  | 082:870 | −5    | 36     |
| 7.  | Thammasat Young Blood Futsal Club   | 26  | 9  | 4 | 13 | 062:740 | −12   | 31     |
| 8.  | Bangkok City Futsal Club            | 26  | 8  | 6 | 12 | 069:860 | −17   | 30     |
| 9.  | Surat Thani Futsal Club             | 26  | 8  | 4 | 14 | 057:800 | −23   | 28     |
| 10. | Kasem Bundit University Futsal Club | 26  | 7  | 5 | 14 | 050:630 | −13   | 26     |
| 11. | Neu Khon Kaen Futsal Club           | 26  | 7  | 5 | 14 | 068:980 | −30   | 26     |
| 12. | Phetchaburi Rajabhat Futsal Club    | 26  | 7  | 4 | 15 | 073:840 | −11   | 25     |
| 13. | Samut Sakhon Futsal Club            | 26  | 5  | 4 | 17 | 076:115 | −39   | 19     |
| 14. | BKC Prachinburi Highway Futsal Club | 26  | 5  | 4 | 17 | 049:900 | −41   | 19     |